# Никшићко поље
Никшићко поље је највеће крашко поље у Црној Гори, а име је добило по граду Никшићу, главном насељу поља. Поље се налази у западном делу земље и данас је саставни део општине Никшић. Надморска висина поља је око 640 m, а површина око 66.5 km². Протеже се правцем северозапад-југоисток на дужини од 18 километара, док му ширина износи око 14 km.
Као сва крашка поља, и Никшићко је „плодна оаза“ у односу на камениту планинску околину. Због велике количине падавина током године ово поље је било познато и по великим поплавама, које су регулисане изградњом хидроцентрала на реци Зети, која пролази кроз поље и понире на његовом јужном делу. Дном поља некада су протицале понорнице Горња Зета и Грачаница.